# Fornacite
La fornacite è un minerale.